# Marvin Keller
Marvin Keller (* 3. Juli 2002 in London, England) ist ein Schweizer Fussballtorhüter.

## Karriere

### Vereine
Keller spielte in der Jugendabteilung der Zürcher Grasshoppers. Ab 2019 spielte er in der zweiten Mannschaft der Hoppers, 2020 wurde er ins Kader der ersten Mannschaft aufgenommen, die damals noch in der zweithöchsten Liga spielte. Zu einem Einsatz im Fanionteam kam es allerdings nicht.
Im Sommer 2021 wechselte Keller zum FC Wil. Nominell wurde Keller nicht Nummer 1 beim FC Wil, hingegen war zu Beginn der Saison nicht klar, wer denn Stammgoalie werden würde. Die Wiler begannen in der Liga mit Nils de Mol, während Keller im Cup zum Einsatz kam. So feierte Keller sein Debüt als Profi im Cup-Auftakt gegen das unterklassige Stade Nyonnais (1:0-Sieg). Sein Debüt in der Liga feierte Keller beim Nachholspiel gegen den SC Kriens, als Nils de Mol wegen eines Einsatzes mit der U-21-Nationalmannschaft fehlte. Auch nach der Rückkehr von de Mol durfte Keller weiterhin das Tor der Wiler hüten. National sorgte er für Aufsehen, als er innerhalb von nur zehn Tagen in zwei Spielen zwei Elfmeter hielt: Am 11. September 2021 hielt er einen Elfmeter von Thuns Josué Schmidt, am 21. September einen Penalty von Marco Aratore vom FC Aarau. Ende Mai 2022 verlängerte Keller seinen Vertrag um zwei weitere Saisons mit Option bis 2024.
Im Februar 2023 wechselte Keller überraschend zu den Berner Young Boys. In Bern soll Keller die Lücke des verletzten Stammgoalies David von Ballmoos zusammen mit Anthony Racioppi füllen. Mit den Young Boys wurde er als Ersatzspieler 2023 Schweizer Meister und als für den verletzten Anthony Racioppi eingesetzter Torhüter Cupsieger 2023. Im September 2023 wurde Keller bis zum Ende der Saison an den FC Winterthur verliehen. Bei den Eulachstädtern konnte er sich als Stammtorhüter durchsetzen und mit guten Leistungen auf sich aufmerksam machen. Bis zum Saisonende bestritt er 31 Ligaspiele für den Verein; im Cup konnte er mit der Mannschaft bis ins Halbfinale einziehen. Nach Ablauf der Leihe kehrte er im Sommer 2024 nach Bern zurück, wo er erneut als Ersatztorhüter hinter von Ballmoos fungiert. Im Januar 2025 wurde überraschend Keller erster Torhüter bei YB.

### Nationalmannschaften
Keller absolvierte 2019 drei Spiele bei der Schweizer U19-Mannschaft. Ab 2022 wurde er auch in die Schweizer U21 aufgeboten und debütierte dort im September 2022 bei einem Freundschaftsspiel gegen Norwegen, als er eine Halbzeit eingesetzt wurde. 2023 nahm er mit ihr als Ersatztorhüter an der U21-Europameisterschaft teil.
Im Sommer 2024 berief ihn Trainer Murat Yakin erstmals in die Schweizer A-Nationalmannschaft, als er im Vorfeld der Europameisterschaft 2024 insgesamt 38 Spieler für das vorläufige Kader nominierte. Dem finalen Kader für das Turnier gehörte Keller nicht mehr an.